# Naruhito
Naruhito (japonès: 徳仁)  (Hospital de l'Agència Imperial, 23 de febrer de 1960) és el 126è emperador del Japó. Fill gran de l'emperador Akihito i l'emperadriu Michiko Shoda, va accedir al tron l'1 de maig de 2019, l'endemà que el seu pare abdiqués. És el primer emperador del Japó nascut després de la Segona Guerra Mundial. La seva esposa és l'emperadriu Masako.

## Nom
Al Japó, mai no es fa referència a l'Emperador pel el seu nom, sinó que se'l coneix com a "Sa Majestat l'Emperador" (天皇陛下, Tennō Heika), formalisme que es pot escurçar amb "Sa Majestat" (陛下, Heika). Per escrit, també se l'anomena formalment com a "L'emperador que regna" (今上天皇, Kinjō Tennō).
L'era del regnat de Naruhito porta el nom de "Reiwa" (令和, pronunciat [ɾeːɰa]), i segons el costum serà rebatejat com a emperador Reiwa (令和天皇, Reiwa Tennō, vegeu "nom a títol pòstum") per ordre del gabinet després de la seva mort. El nom de la següent que començarà amb el seu successor s'establirà després de la seva mort o abans de la seva abdicació.

## Primers anys

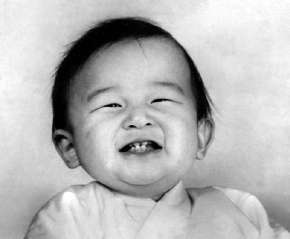
Naruhito el febrer de 1961.

Naruhito va néixer el 23 de febrer de 1960 a les 16:15 a l'Hospital domèstic del Palau imperial de Tòquio. La seva mare educada en la religió catòlica romana es va haver de convertir a la religió xintoista. Abans del naixement de Naruhito, l'anunci del compromís i matrimoni del príncep hereu Akihito amb Michiko Shōda (més endavant esdevinguda l'emperadriu Michiko) havia despertat l'oposició dels grups tradicionalistes. Els rumors també especulaven que l'emperadriu Kōjun s'havia oposat al compromís. Després de la mort de l'emperadriu Kōjun el 2000, es va saber que havia estat una opositora ferma al matrimoni del seu fill, i que als anys seixanta havia conduït la seva nora i als seus nets a la depressió acusant-los de manera reiterada de no ser adequats per al seu fill.
La infància de Naruhito va ser feliç. Li agradava fer activitats com ara escalar muntanyes, muntar a cavall i aprendre a tocar el violí. Jugava amb els fills del camarlenc imperial, i era un fanàtic dels Yomiuri Giants de la Lliga Central de Baseball del Japó. Un dia Naruhito va trobar les restes d'una antiga calçada al recinte del palau, que li va provocar una fascinació per la història del transport que li duraria tota la vida, ja que li proporcionaria el tema dels seus estudis de batxillerat i màster en història. Naruhito ha declarat: "He tingut un gran interès per les carreteres des de la infantesa. Amb les carreteres es pot anar al món desconegut. Com que he portat una vida en la qual tinc poques possibilitats de sortir lliurement, les carreteres són un pont preciós cap al món desconegut, per dir-ho així".
L'agost de 1974, quan el príncep tenia 14 anys, va ser enviat a Melbourne, Austràlia, en una família d'acollida. Es va quedar amb la família de l'empresari Colin Harper. Es va portar bé amb els fills de l'amfitrió: passejaven per Point Lonsdale, tocaven el violí, jugaven a tennis i, fins i tot, van anar a escalar l'Ulurú junts.

## Educació
Quan Naruhito tenia quatre anys va ingressar a la prestigiosa institució educativa Gakushūin, on moltes de les famílies d'elit japoneses i narikin (nou rics) hi envien els seus fills.
Naruhito es va graduar a la Universitat Gakushuin el març del 1982 amb una Llicenciatura de lletres en la carrera d'història. El juliol de 1983 va fer un curs intensiu d'anglès de tres mesos abans d'entrar al Merton College de la Universitat d'Oxford, al Regne Unit, on va estudiar fins al 1986. Tanmateix Naruhito no va presentar la seva tesi A Study of Navigation and Traffic on the Upper Thames in the 18th Centuryn (Estudi de navegació i trànsit al Tàmesi superior al segle xviii), fins al 1989.
De retorn al Japó, Naruhito es va matricular un altre cop a la Universitat Gakushūin per obtenir un Màster en Humanitats grau d'història, que va aconseguir el 1988.

## Emperador del Japó
L'1 de desembre de 2017, el govern va anunciar que el pare de Naruhito, l'emperador Akihito, abdicaria el 30 d'abril de 2019 i que Naruhito es convertiria en emperador a partir de l'1 de maig de 2019.

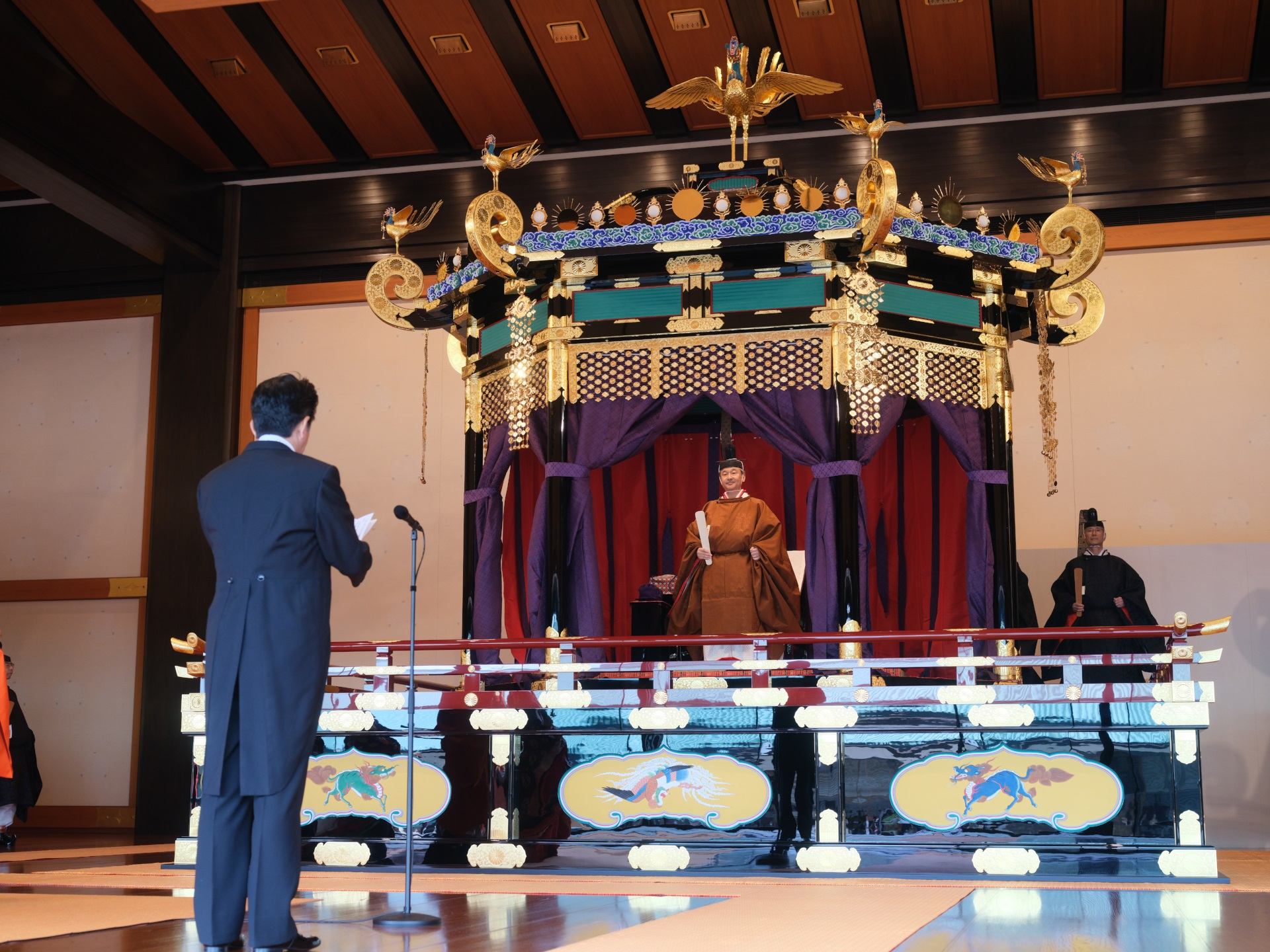
Entronació de Naruhito l'octubre del 2019.

Després d'una cerimònia d'abdicació la tarda del 30 d'abril, el regnat d'Akihito i l'era Heisei van continuar fins al final del dia. Naruhito el va succeir com a emperador a l'inici del dia l'1 de maig, que ja formava part de l'era Reiwa: la transició va tenir lloc a mitjanit. La confirmació de Naruhito com a emperador es va formalitzar en una cerimònia el matí de l'1 de maig. En la seva primera declaració com a emperador, es va comprometre a reflexionar profundament sobre el curs seguit pel seu pare i a complir amb la seva responsabilitat constitucional "com a símbol de l'estat i de la unitat de la gent del Japó".
La cerimònia d'entronització de Naruhito va tenir lloc el 22 d'octubre de 2019, en una cerimònia de proclamació d'estil antic. A diferència de la majoria dels altres monarques constitucionals, Naruhito no és ni tan sols el conseller delegat. La Constitució defineix explícitament el paper de l'emperador com a completament cerimonial i representatiu. Els seus pocs poders són deures cerimonials. Fins i tot en aquestes qüestions, està obligat als requisits de la Constitució i als consells vinculants del Consell de Ministres.

## Núpcies i descendència

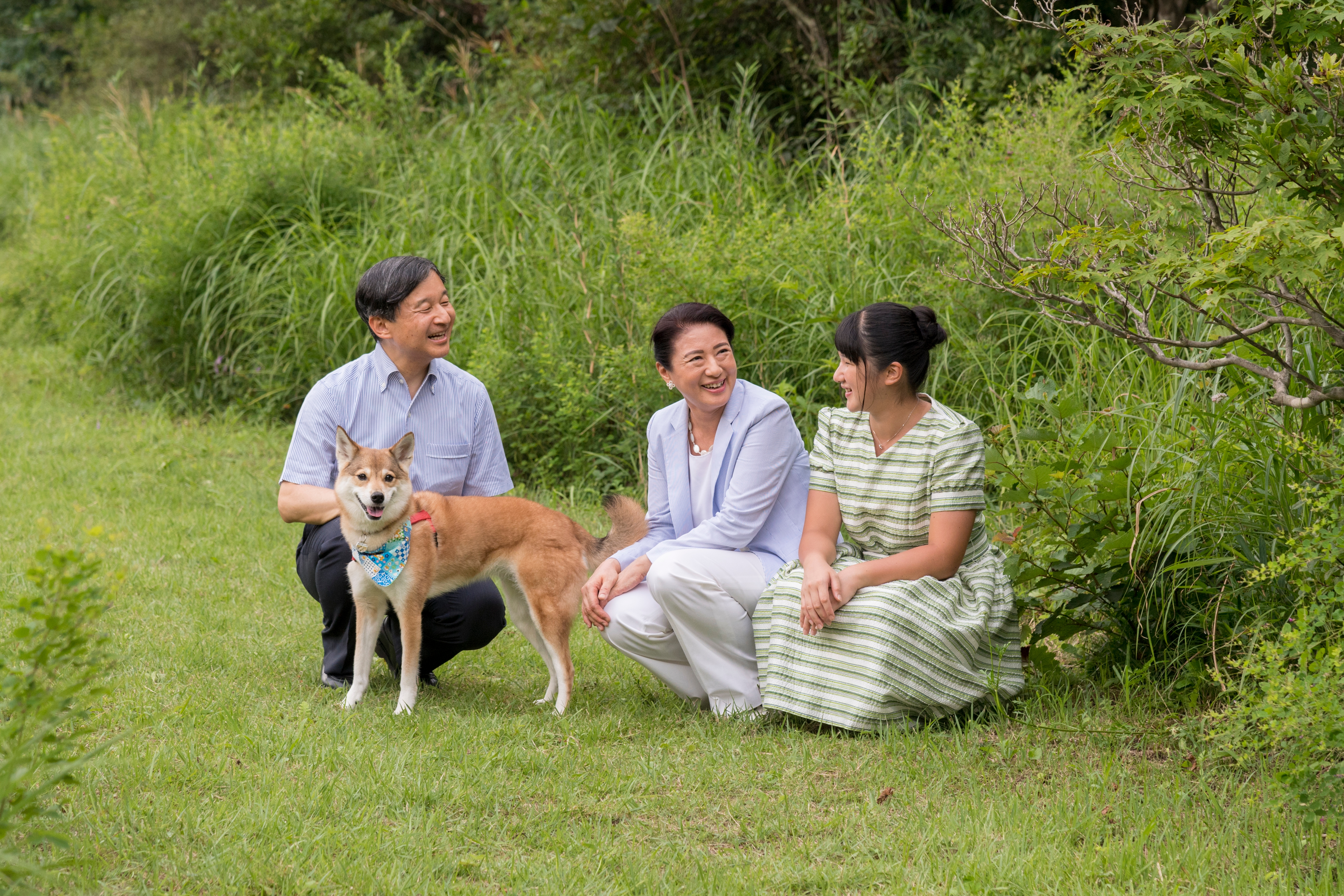
Naruhito amb la seva família, l'emperadriu Masako i la princesa Aiko.

Quan va arribar el moment de triar esposa, Naruhito es va decantar per Masako Owada (descendent del clan Owada), amb qui es va casar el 9 de juny de 1993 mitjançant el ritu sintoista; les celebracions per l'enllaç van durar tres dies. Naruhito va seguir encara la tria tradicional de consort mitjançant una llista de dones; tanmateix ell ha declarat que n'està completament enamorat.
El 31 d'desembre de 1999, la princesa Masako va patir un avortament, i dos anys més tard van tenir el que ha estat el seu únic descendent:
- la princesa Aiko (nascuda a Tòquio l'1 de desembre del 2001).[20]

El fet que sigui una nena, ha aixecat un fort debat nacional sobre el canvi de la Llei de Successió al Tron, ja que al Japó les dones no poden regnar amb la llei actual. El més probable és que el següent emperador acabi sent la descendència del seu germà, el príncep Fumihito. El seu fill, el príncep Akishino, és oficialment el Príncep hereu.